# 애쿼틴트

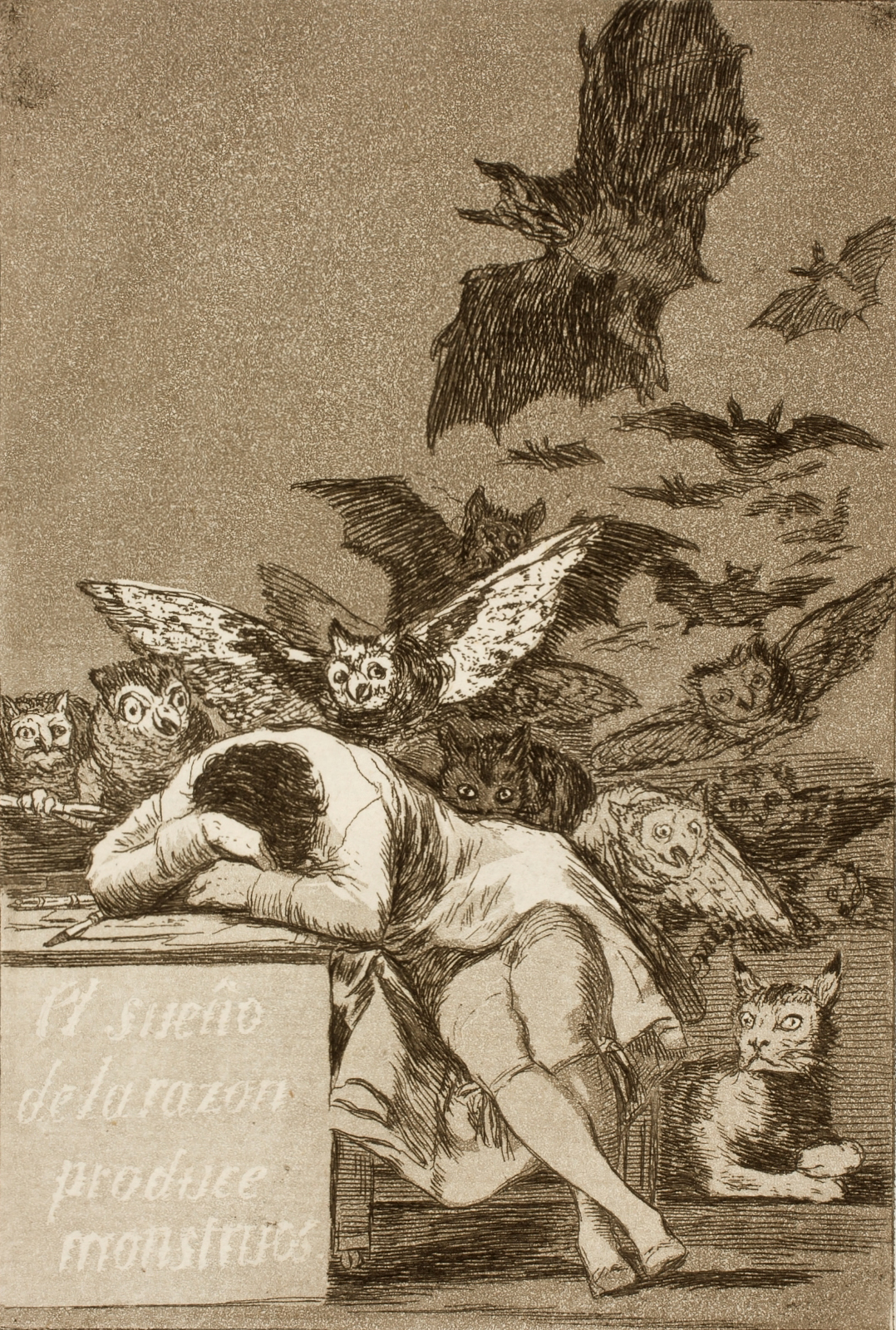
The Sleep of Reason Produces Monsters, 프란시스코 고야 (1799)

애쿼틴트(aquatint)는 요판 인쇄술 계통으로 에칭 기법의 변형이다.
에칭과 마찬가지로 애쿼틴트 기법도 동판 또는 아연판을 부식시켜서 표현한다.
애쿼틴트의 특징은 판에 설탕 가루나 송진 가루 등을 분사해 가루가 묻지 않은 부분만 부식액으로 부식시켜 표면에 작고 고른 점각을 남긴다는 것이다.
가루의 분포와 부식액의 농도 및 부식시간을 조절하여 다양한 농담을 얻을 수 있다.
다양한 음영을 표현하는 판화 방식 중에서 조각하기 매우 어려운 메조틴트보다 제작이 쉽다.
애쿼틴트는 완성된 판화가 수채화와 같은 농담을 표현한다고 해서 붙여진 이름이다.
네덜란드 판화가 얀 반 드 벨데IV(Jan van de Velde IV)가 1650년 처음 고안했고 영국화가 피터 페레즈 버뎃(Peter Perez Burdett)이 1770년 자신의 책에서 이 기법을 소개했다.

## 제작 방법
- 재료 : 동판 또는 아연판, 산성 부식액, 부식에 저항하는 물질(설탕 가루 또는 송진 가루 등)
- 송진 가루 등을 판면에 고르게 분사한 후 열로 고정시킨다.
- 판을 산성 용액에 부식시킨다. 입자와 입자 사이에 산이 스며들어 부식되므로 미세한 점 모양으로 고르게 부식된다.
- 부식된 곳에 잉크가 담기므로 이 상태의 판은 전체적으로 중간 톤으로 인쇄된다.
- 판을 긁어내서 더 어둡게 표현하거나(에칭) 희게 표현될 곳을 바니시로 칠해 농담을 주고 다시 부식시킨다.
- 이러한 과정을 반복해서 원하는 이미지를 완성한다.

## 유명한 판화가
- 프란시스코 고야